# 粗糙囊薹草
粗糙囊薹草（学名：Carex asperifructus）为莎草科薹草属下的一个种。分布在中国大陆的青海、山西等地，生长于海拔2,100米至3,700米的地区，多生于山坡林下，目前尚未由人工引种栽培。

## 扩展阅读
- 維基物種上的相關：粗糙囊薹草